# Anders Kronborg
Anders Kronborg (18 de março de 1982, em Esbjerg) é um político dinamarquês, membro do Folketing pelo partido dos sociais-democratas. Ele foi eleito para o parlamento nas eleições legislativas dinamarquesas de 2019.

## Carreira política
Kronborg fez parte do conselho municipal do município de Esbjerg de 2005 a 2017. Mais tarde foi eleito para o parlamento na eleição de 2019, onde recebeu 8.607 votos pelos sociais-democratas.